# Яблонна (Свентокшиське воєводство)
Яблонна (пол. Jabłonna) — село в Польщі, у гміні Броди Стараховицького повіту Свентокшиського воєводства.
Населення — 362 особи (2011).
У 1975-1998 роках село належало до Келецького воєводства.

## Демографія
Демографічна структура на день 31 березня 2011 року:
|          | Загалом | Допрацездатний вік | Працездатний вік | Постпрацездатний вік |
| -------- | ------- | ------------------ | ---------------- | -------------------- |
| Чоловіки | 176     | 32                 | 120              | 24                   |
| Жінки    | 186     | 48                 | 93               | 45                   |
| Разом    | 362     | 80                 | 213              | 69                   |